# ヤロスラフ・クロムホルツ

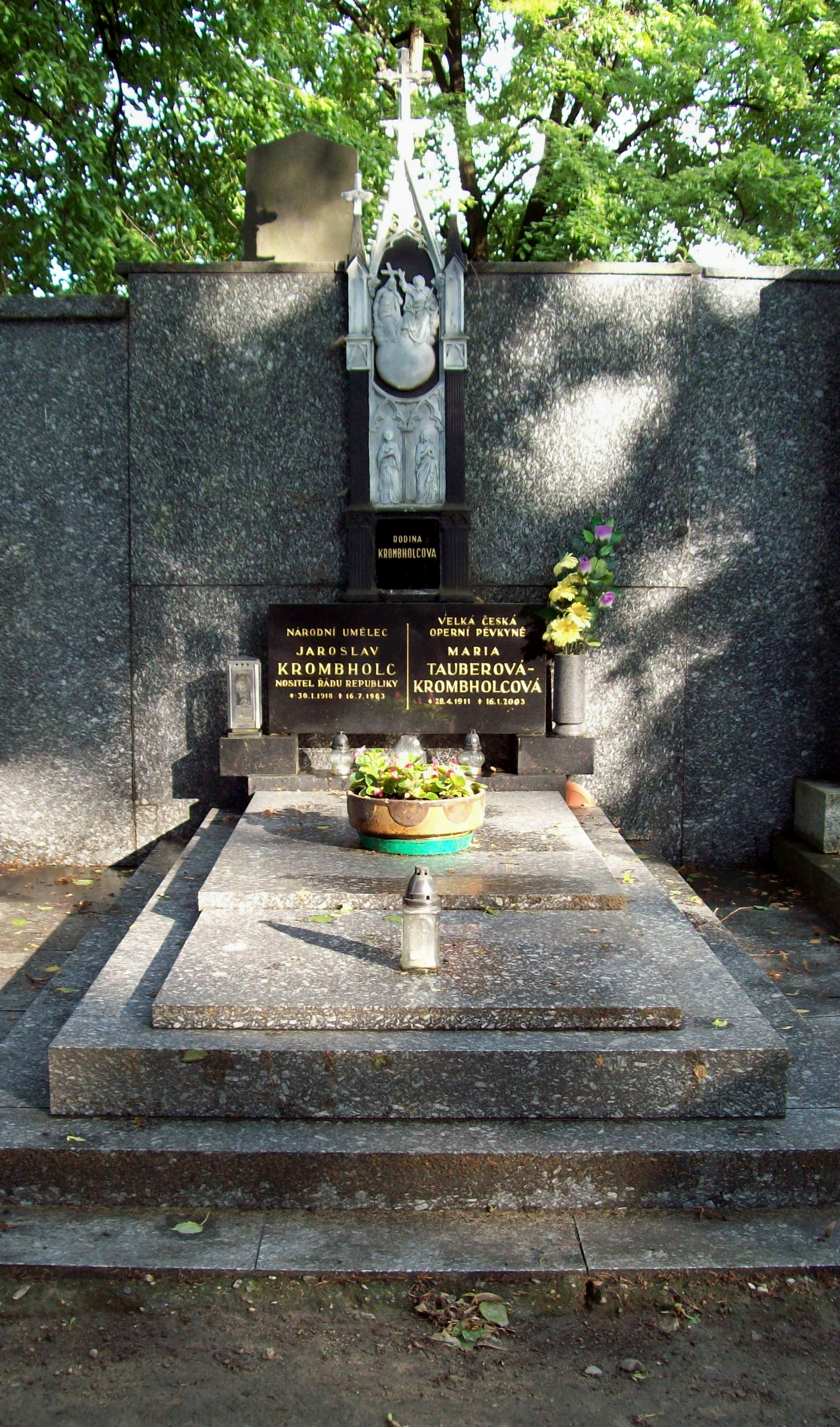
ヤロスラフ・クロムホルツと妻のマリア・タウベロヴァーの墓

ヤロスラフ・クロムホルツ（Jaroslav Krombholc, 1918年1月30日 - 1983年7月16日）は、チェコ出身の指揮者。

## 略歴
プラハの音楽一家に生まれる。
16歳の頃からオタカール・オストルチルから個人的に音楽を学んだ後、プラハ音楽院でオタカール・シン、パヴェル・デデチェク、ヴィエチスラフ・ノヴァークの各氏に師事した後、ヴァーツラフ・ターリヒの薫陶も受けた。
1940年から1943年まで、ズデニェク・ハラバラの招聘でプラハ国立歌劇場のコレペティートルとなり、1945年には正指揮者に昇格し、チェコ国内外の歌劇場やオーケストラに客演を重ねた。
1968年には同歌劇場の首席指揮者となり、1975年まで務めた。
1973年にはチェコ放送交響楽団の首席指揮者になり、1978年に退任している。
1983年、プラハにて65歳で死去。